# Loxosceles palma
Loxosceles palma là một loài nhện trong họ Sicariidae.
Loài này thuộc chi Loxosceles. Loxosceles palma được miêu tả năm 1983 bởi Gertsch & Ennik.